# 1. Division (Luxemburg) 1919/20
Die 1. Division 1919/20 war die 10. Spielzeit der höchsten luxemburgischen Fußballliga.
Fola Esch gewann den zweiten Titel in der Vereinsgeschichte.

## Abschlusstabelle
| Pl. | Verein                      | Sp. | S | U | N | Tore    | Quote | Punkte |
| --- | --------------------------- | --- | - | - | - | ------- | ----- | ------ |
| 1.  | CS Fola Esch                | 10  | 8 | 1 | 1 | 032:140 | 2,29  | 17:30  |
| 2.  | Stade Düdelingen (N)        | 10  | 6 | 1 | 3 | 024:230 | 1,04  | 13:70  |
| 3.  | Sporting Club Luxemburg (M) | 10  | 4 | 2 | 4 | 027:220 | 1,23  | 10:10  |
| 4.  | US Hollerich/Bonneweg       | 10  | 4 | 1 | 5 | 017:180 | 0,94  | 09:11  |
| 5.  | Jeunesse Esch               | 10  | 3 | 1 | 6 | 018:220 | 0,82  | 07:13  |
| 6.  | Racing Club Luxemburg       | 10  | 2 | 0 | 8 | 017:360 | 0,47  | 04:16  |

| (M) | amtierender Meister             |
| (N) | Neuaufsteiger aus der Promotion |

- Kein Absteiger, die 1. Division spielt ab 1920/21 mit acht Vereinen.

### Kreuztabelle
Die Kreuztabelle stellt die Ergebnisse aller Spiele dieser Saison dar. Die Heimmannschaft ist in der linken Spalte, die Gastmannschaft in der oberen Zeile aufgelistet.
| 1919/20                 | Fola Esch | Stade Düdelingen | Sporting Club Luxemburg | US Hollerick/Bonneweg | JEU | Racing Club Luxemburg |
| ----------------------- | --------- | ---------------- | ----------------------- | --------------------- | --- | --------------------- |
| Fola Esch               |           | 3:1              | 3:2                     | 5:1                   | 2:0 | 5:2                   |
| Stade Düdelingen        | 4:2       |                  | 2:2                     | 2:0                   | 3:0 | 8:1                   |
| Sporting Club Luxemburg | 1:1       | 8:0              |                         | 4:0                   | 6:1 | 3:0                   |
| US Hollerich/Bonneweg   | 0:2       | 0:1              | 8:0                     |                       | 3:2 | 3:1                   |
| Jeunesse Esch           | 2:3       | 1:2              | 3:0                     | 1:1                   |     | 5:2                   |
| Racing Club Luxemburg   | 1:6       | 6:1              | 4:1                     | 0:1                   | 0:3 |                       |

- Das Spiel Sporting Club Luxemburg - Racing Club Luxemburg wurde mit 3:0 kampflos gewertet.
- Das Spiel Jeunesse Esch - Sporting Club Luxemburg wurde mit 3:0 kampflos gewertet.